# 辻ゆりえ
辻 ゆりえ（つじ ゆりえ、1986年6月20日 - ）は、日本の女性モデル、タレントである。歌手活動の際、moo（ムー）名義を用いた時期もある。ワタナベエンターテインメント九州事業本部に所属していた。
本名およびデビュー当時の芸名は辻 百合恵（読みは同じ）。

## 人物

### 経歴
熊本県に生まれる。 熊本県合志市立合志南小学校、熊本県合志市立合志中学校、熊本県立大津高等学校卒業。
2002年、16歳のとき、熊本市下通でスカウトされる。熊本では地元のタウン情報誌『タウン情報クマモト（略称タンクマ）』、熊本県内を中心とした若者向けの情報誌『no!熊本（エヌオーくまもと）』や熊本PARCOのポスターのモデルとして活動。
2003年、17歳のとき、活動の場を増やすため福岡で開催されたオーディションを受験し、グランプリを受賞。芸能活動の拠点を福岡へ移し、ウェディングドレスのモデルや、イベントのMC、舞台などを手掛ける。
熊本と福岡の行き来や学業と芸能活動の両立に苦労しながらも、家族の協力もあり高校を卒業し上級学校へ進学した。しかし過労から、「自分の道がよくわからなくなった」と悩むようになり、芸能活動を一時休業し学校も辞めて、しばらく沖縄に滞在していた。
その後、復調し芸能活動を再開。モデル事務所インフィニティー・アベニューを経て、2007年秋から、オフィスノアールに所属。タレント、イベントMC、モデル、歌手としての芸能活動のほかに、歌曲の作詞やイベントMCレッスンの講師も務めるなど、幅広く活動している。
2012年7月3日にワタナベエンターテインメント九州に転籍。
2013年6月29日、プロゴルファーの合田幸男と結婚。同年10月25日、第一子となる女児を出産。
2019年、ワタナベエンターテインメント九州を退社。

### 趣味、私生活など
- 趣味はアニメ鑑賞、漫画を読むこと。
- ガンダムシリーズでは機動戦士ガンダムSEEDと機動戦士ガンダムSEED DESTINYがお気に入り。
- 福岡県福岡市在住。
- ペットはチンチラのむう。(よくネズミに間違われる)
- 料理も得意で、ブログやニコニコ生放送で自作のキャラ弁を披露している。

### 家族
実家は熊本で、三人きょうだいの末っ子、次女である。

### エピソードなど
- 名前の由来は、生まれたときに百合の花がたくさん咲いていたことから、百合の花に恵まれた子供という意味。
- 子供のころは病弱で、入退院を繰り返していた。
- 祖父母と同居していたこともあり熊本弁が抜けず、芸能活動を始めてからアナウンス学校へ通っていた。講師からは本人から発せられる言葉を聞いて、「どこの山から下りてきたの？」と驚かれる。当初、「か」を「くゎ」と発音していた。
- メンズの洋服店で働いていたことがある。
- マジックができる。
- 生年月日は公表しているものの、自分の年齢を17歳と紹介することがある。これはサザエさんに登場するキャラクターのように、いつまでも歳を取らない設定にしようとする意図からである。
- 熊本の百貨店、鶴屋百貨店のコマーシャルソングであり、店歌の『鶴屋ラララ[4]』を熊本県人なら歌えるはずとニコニコ生放送で自論を展開。しかし本人はラララの歌唱部をヤヤヤンと歌う。また本人は鶴屋百貨店で買い物をしたことがない。
- 周囲からは、実年齢より年上に見られることが多い。
- 漢字は苦手である。
- 鼻がかめない。
- ニコニコ生放送で「いちご」について尋ねられたり、「いちごは？」と質問されることがある。

## 出演
映画
- 悪人 (2010年9月11日 公開)

テレビ
- めんたいワイド（FBS）
- ももち浜ストア＋（TNC）
- サタデココ（KKT熊本県民テレビ）
- Pパラダイス（RKB毎日放送）
- Pカフェ（RKB毎日放送）
- すまいる大御殿(RKB毎日放送)
- もっとアイシテ！（TVQ九州放送）
- あいして！（TVQ九州放送）

ラジオ
- ハイタッチ!（RKBラジオ）

インターネット配信
- 2011年5月ごろまで、ニコニコ生放送のアイドル戦記コミュニティから、毎週火曜日と金曜日に生放送配信。

原則、放送は1時間で、21時からと23時からの2回。
金曜日はメーテルこと野瀬ともみと放送。
2018年ライブ配信再開。
CM
- ミコライブ（大阪 道頓堀、心斎橋OPAビジョン、大阪道頓堀TSUTAYAビジョン、東京渋谷ハチ公ビジョン）
- ドキドキライブ（渋谷ビション）
- ミコライブ関西コレクション
- JR九州
- NTTドコモ中国
- 伊予銀行　保険窓販・女性行員篇
- 悠香「茶のしずく」
- 高山質屋

雑誌・スチル写真　
- ドンキホーテポスター（東京渋谷店、名古屋栄店、大阪道頓堀店）
- 週刊少年チャンピオン（裏表紙）
- 関西コレクションチラシ
- JALパンフレット
- ソフトバンクホークス 鷹の祭典ポスター
- 福岡Walker
- NTTドコモ パンフレット
- 福岡ソフトバンクホークス 鷹の祭典
- LOVE FM タイムテーブル 表紙
- リバーウォーク北九州 ポスター
- no!熊本（エヌオーくまもと）
- タウン情報クマモト

舞台・ライブ
- ワタナベエンターテイメント九州　舞台
- キネマの天地（2008年1月12日-1月13日、博多リバレイン「あじびホール」）
- 193＆MAAM
- 女子祭 Live2010 Moo/Maetel/MiuユニットのMooとして参加（2010年12月29日、Zepp Fukuoka）

## イベントMC
- 福岡ソフトバンクホークス キャラクターショー
- ファミリーレストラン ジョイフル イベント
- 鉄道の祭典
- 全九州質屋バザール
- マリノアシティ福岡 亜希 生ライブ
- おしりかじり虫 キャラクターショー